# Дупак, Николай Лукьянович
Никола́й Лукья́нович Дупа́к (5 октября 1921, Старобешево, Донецкая губерния, Украинская ССР — 26 марта 2023, Москва, Россия) — советский и российский актёр театра и кино, театральный режиссёр, директор театров. Участник Великой Отечественной войны. Заслуженный артист РСФСР (1980), заслуженный артист Украины (2012). Почётный деятель искусств города Москвы (2019).

## Ранняя биография
Родился 5 октября 1921 года в посёлке городского типа Старобешево, Донецкая губерния, Украинская ССР в многодетной семье. Земляк-односельчанин Паши Ангелиной — знаменитой участницы стахановского движения в годы первых пятилеток, ударницы, дважды Героя Социалистического Труда.
Родители, Лукьян Ильич и Анна Артёмовна, вырастили и воспитали пятерых детей (Елизавета, Сергей, Ефросинья, Григорий, Николай). Отец прошёл всю Первую мировую войну, был награждён Георгиевским крестом. Дед, Илья Дупак, геройски воевал с турками, освобождая Болгарию, отличился при обороне перевала Шипка в Русско-турецкой войне 1877—1878 годов.
С 1930 года активно участвовал в школьных и районных спектаклях и театральных постановках, выступал со стихами и монологами на городских и региональных мероприятиях, приуроченных к государственным праздникам и юбилейным торжествам. В 1935 году был приглашён главным режиссёром Таганрогского драматического театра на роль Дамиса в спектакле «Тартюф» по комедийной пьесе Мольера.
В 1937 году Николай Дупак поступил в театральное училище (г. Ростов-на-Дону) под руководством знаменитого режиссёра, актёра и педагога Юрия Александровича Завадского, где успел до войны окончить только три курса. Одновременно служил в Ростовском театре драмы им. М. Горького.

## Личная жизнь
В 1939 году Дупак женился на своей коллеге Алле Юрьевне Ванновской (1920—1966), дочери ведущего актёра Ростовского драмтеатра Юрия Алексеевича Ванновского. В войну она находилась с театром в эвакуации в глубоком тылу. Мужа с фронта не дождалась. После войны переехала с родными в Армению, работала в Ереванском русском драматическом театре имени К. С. Станиславского. Заслуженная артистка Армянской ССР. Несколько раз была замужем, в том числе стала первой женой Армена Борисовича Джигарханяна.
Через несколько лет после Великой Отечественной войны Дупак женился на Вере Васильевне Чапаевой (Камишкерцевой), младшей приёмной дочери легендарного комдива Василия Чапаева. С ней его познакомил её старший сводный брат Александр Чапаев. Она не могла иметь детей, и через двадцать лет брак распался.
С третьей своей женой, Раисой Михайловной, Дупак прожил более сорока лет до её смерти, наступившей в 2009 году. Через год погибли дочь Елена и внучка Анастасия. Дочь Оксана (актриса, театральный директор) и внук Адриано живут в Москве.

## Жизнь и творчество в военные и послевоенные годы
Весной 1941 года Николай Дупак успешно прошёл кинопробы и единственный из всего училища был приглашён на главную роль в новый художественный фильм «Тарас Бульба», однако эта картина не была снята.

В июне 1941 мне было 19 лет, и я снимался в роли Андрия в кинофильме «Тарас Бульба» у Довженко. Началась война. Ещё несколько дней мы собирались сниматься, но потом началась запись в народное ополчение. В него, кроме меня, вступили и сам Александр Петрович, и Борис Андреев, и Пётр Алейников. Отправили нас под Новоград-Волынский.
Участник Великой Отечественной войны с 27 июля 1941 по 23 сентября 1943 года. С сентября по декабрь 1941 учился в Новочеркасском кавалерийском училище. Новочеркасск тогда называли кузницей кадров советской кавалерии, поскольку Краснознамённые кавалерийские курсы усовершенствования командного состава базировались в этом городе, а с началом войны там стали по ускоренной программе ещё и подготавливать младших офицеров для кавалерийских частей РККА. Николай Дупак зимой 1941 года с отличием выпустился в звании лейтенанта и был направлен под Москву на Западный фронт. С 16 марта 1942 года в составе 7-го кавалерийского корпуса (Брянский фронт), преобразованного Приказом НКО № 30 от 19 января 1943 года в 6-й гвардейский кавалерийский корпус. Гвардии старший лейтенант.
Участник обороны Москвы, Сталинграда, воевал и на других фронтах.
Прошёл боевой путь от курсанта до командира взвода разведки, а потом и командира гвардейского кавалерийского эскадрона (более 250 человек, в том числе, помимо кавалеристов, был пулемётный взвод, взвод бронебойщиков с противотанковыми ружьями ПТР и батарея лёгких пушек «сорокапяток»).
В 1942 году был принят в ряды ВКП(б). Неоднократно отмечен поощрениями и благодарностями командования (в том числе от командующего армией, а впоследствии и фронтом Рокоссовского, главного инспектора кавалерии РККА генерал-полковника Городовикова и других). Награждён за боевые заслуги и особую храбрость, мужество и самоотверженность орденами Красного Знамени, Отечественной войны 1-й и 2-й степеней и медалями.
В боях был трижды ранен (дважды тяжело) в горло, левую ногу, руку и правую ногу) и один раз контужен, терял слух и речь. Лечился в госпиталях в Мичуринске, Москве, Куйбышеве, Чапаевске, Актюбинске. Получил инвалидность и после госпиталя был комиссован из армии. В Актюбинске офицер Н. Л. Дупак организовал постановку нескольких спектаклей и концертов в госпитале и Дворце культуры, собранные средства от которых были направлены на строительство танка Т-34. Случайно повстречался с режиссёром Александром Давидсоном, который был помощником у Александра Довженко и который через Постпредство УССР вызвал комиссованного героя-инвалида с актёрским прошлым в Москву для участия в съёмках фильма «Украина в огне». Однако картина не была снята. Несмотря на инвалидность и увольнение из армии, Дупак не смирился с положением калеки-пенсионера. Ежедневно подолгу тренируя мышцы рук и ног, голосовые связки и слух, он встал на ноги, восстановил речь и слух. Это позволило ему вернуться в актёрскую профессию. Его зачислили актёром на «Мосфильм».
C 1943 по 1963 год служил ведущим актёром и режиссёром Театра имени К. С. Станиславского. Параллельно с работой в кино и в спектаклях активно занимался общественной работой в театре, был секретарём комсомольской, а потом и партийной организации театра; после скоропостижной смерти директора исполнял обязанности руководителя театра. С коллегами и подчинёнными у него сложились замечательные отношения.
В 1963—1990 годы (с небольшим перерывом) — актёр и директор Театра на Таганке. Именно Дупак позже придумал и утвердил эмблему театра — красный квадрат с чёрными словами по периметру.
Весной 1964 года пригласил к себе в театр и принял на работу в качестве художественного руководителя Юрия Петровича Любимова, работавшего тогда преподавателем в Театральном училище имени Б. В. Щукина при Театре им. Вахтангова. Там в 1959 году Юрий Любимов дебютировал как режиссёр, поставив пьесу А. Галича «Много ли человеку надо», а в 1963 году силами студентов курса А. А. Орочко поставил второй спектакль — «Добрый человек из Сезуана» по пьесе Бертольта Брехта «Добрый человек из Сычуани». Этот спектакль понравился Дупаку, и он уговорил Любимова работать на Таганке, хотя тот намеревался переехать в подмосковный городок Дубну (с населением около 30 тысяч человек на тот момент), где ему обещали выделить здание Дома культуры для театральных постановок и предоставить хорошую квартиру.
Принял на работу в театр Владимира Высоцкого, несмотря на первоначальные возражения Юрия Любимова.
Познакомившись в Киеве с молодым талантливым художником Киевского театра русской драмы имени Леси Украинки Давидом Боровским, Дупак переманил его в Москву к себе на Таганку, создал условия, выбил квартиру его семье недалеко от театра, устроил сына в художественное училище. В Таганке способности Боровского ещё более раскрылись и развились. Давид Львович Боровский-Бродский состоялся как народный художник страны, театральный художник и сценограф, удостоен множества премий и наград.
Дупак повсеместно старался создавать актёрам и другим сотрудникам театра такие условия для работы и отдыха, чтобы они могли целиком сосредоточиться на творчестве и раскрыть полностью свои таланты и умения. Помогал и поддерживал талантливых коллег, добивался их награждения. В 1960—1980-х годах Театр на Таганке стал самым посещаемым театром столицы, к тому же активно гастролирующим по стране и за рубежом. Более 30 раз выезжал на зарубежные гастроли, в том числе в 13 капиталистических стран, что для того времени в условиях «холодной войны» и «железного занавеса» было большой редкостью.
Работая главным руководителем Театра на Таганке, Николай Лукьянович принципиально, чтобы не использовать служебное положение, отказался навсегда от ролей в спектаклях своего театра. В кино же продолжал работать, снявшись в десятках кинофильмов.
Диапазон ролей широкий и яркий: от солдат и матросов до командующих армиями и генерал-фельдмаршала, от простых граждан до руководителей страны и регионов, от простых сотрудников милиции до комиссаров полиции, от простых ратников до воеводы, от адъютанта до председателя Совета министров СССР.
В январе 1977 из-за конфликта Юрием Любимовым ушёл из театра и занял должность директора Театра на Малой Бронной, где за год с небольшим сумел сделать много полезного и важного: построить малую сцену для Михаила Михайловича Козакова, сделать ремонт основных помещений, пригласить талантливых режиссёров, выбить дополнительные ставки и квартиры нуждающимся актёрам. В 1978 году, по убедительной просьбе Любимова и труппы, вернулся в Театр на Таганке.
Лётчик-космонавт, дважды Герой Советского Союза Георгий Михайлович Гречко, долго бывший членом Художественного совета Театра на Таганке, отмечал: «Уметь заметить, поддержать, приподнять, огранить и развить чужое дарование немногим под силу. Николай Дупак же этим даром наделён щедро. Любить актёров, понимать их и разговаривать с ними на одном языке, дышать с ними в такт — это тоже талант. Причём талант редчайшей пробы. Я по-настоящему горд, что судьба меня свела с этим неординарным человеком. Люди масштаба и качеств Николая Лукьяновича Дупака — явление редчайшее, а оттого безмерно ценное. Это наше национальное достояние. Он патриарх нашего театра и искусства».
В 1990-м, на 70-м году жизни Дупак принял решение уйти из Театра на Таганке. В 1990—2000-е годы работал директором Культурного центра на Таганке, главным режиссёром-консультантом Государственного учреждения культуры Московского объединения «Музеон», советником генерального директора театра зверей «Уголок Дурова» по творческим и строительным вопросам. Примечательный факт: в 1993 году, через несколько месяцев после трагического и громкого конфликта Юрия Любимова и труппы Театра на Таганке и драматического разделения на два отдельных театра (Театр на Таганке и театр Содружество актёров Таганки) коллектив театра Содружество актёров Таганки обратился с письмом-приглашением к Дупаку с просьбой вернуться и стать директором их театра. Тем не менее Дупак поставил условие, что он примет приглашение и станет директором, если театр объединится и вновь станет единым учреждением. Этого не произошло, и Дупак отказался от поста директора.
При его непосредственном участии и активном содействии на Таганке были построены культурный центр-музей В. С. Высоцкого, Дом русского зарубежья имени Александра Солженицына и другие значимые объекты, открыто несколько столичных театров, музеи Высоцкого и музеи Чехова в странах ближнего и дальнего зарубежья.
Скончался в Москве 26 марта 2023 года после продолжительной болезни на 102-м году жизни. Церемония прощания с актёром состоялась 29 марта 2023 года в Театре на Таганке. Похоронен на Даниловском кладбище в Москве (уч. 2).

## Награды и звания
- Заслуженный артист РСФСР (9 июля 1980 года) — за заслуги в области советского киноискусства[6]
- Заслуженный артист Украины (24 августа 2012 года) — за весомый личный вклад в укрепление международного авторитета Украины, популяризацию её исторического наследия и современных достижений и по случаю 21-й годовщины независимости Украины[7]
- Орден Красного Знамени
- Орден Отечественной войны I степени
- Орден Отечественной войны II степени
- Орден Дружбы народов
- Орден «За мужество» III степени (Украина)
- Медаль «За воинскую доблесть. В ознаменование 100-летия со дня рождения Владимира Ильича Ленина»
- Медаль «Ветеран труда»
- Национальная премия «Признание» (2017)
- Почётный гражданин города Валуйки (Белгородская область) (1945)
- Почётный гражданин Старобешевского района Донецкой области (1965)
- Почётный деятель искусств города Москвы (2019)
- Премия «Общественное признание» Центрального административного округа Москвы (2020)
- Юбилейные, общественные и ведомственные ордена и медали СССР, Российской Федерации, а также зарубежные.

## Творчество

### Избранные роли в театре
- 1933 — «Бородино» — молодой солдат
- 1934 — «Чапаев» — Петька Исаев
- 1934 — «Как закалялась сталь» — Павка Корчагин
- 1935 — «Тартюф» — Дамис
- 1936 — «Падь серебряная» — эпизоды, массовка
- 1936 — «Без вины виноватые» — распорядитель бала
- 1936 — «Продолжение следует» — Бруно
- 1937 — «Богдан Хмельницкий» — казак
- 1938 — «Мещане» — Пётр
- 1938 — «Укрощение строптивой» — эпизоды, массовка
- 1938 — «Разбойники» — эпизоды, массовка
- 1938 — «Тигран» — молодой строитель
- 1939 — «Отелло» — эпизоды, массовка
- 1939 — «Фельдмаршал Кутузов» — солдат
- 1939 — «Враги» — эпизоды, массовка
- 1939 — «Любовь Яровая» — эпизоды, массовка
- 1939 — «Каменный гость» — 2-й гость
- 1939 — «Я сын трудового народа» — эпизоды, массовка
- 1939 — «Хозяйка гостиницы» — эпизоды, массовка
- 1939 — «Горе от ума» — эпизоды, массовка
- 1940 — «Дни нашей жизни» — студент
- 1940 — «Маскарад» — эпизоды, массовка
- 1940 — «Человек с ружьём» — солдат
- 1940 — «Много шума из ничего» — эпизоды, массовка
- 1940 — «Собака на сене» — эпизоды, массовка
- 1943 — «День чудесных обманов» — Лопес
- 1944 — «Ромео и Джульетта» — Парис
- 1944 — «Наташа Москвина» — Костя
- 1944 — «Большие надежды» — Ковалёв
- 1945 — «День чудесных обманов» — Фернандо
- 1945 — «Три сестры» — Федотик
- 1945 — «Фархад и Ширин» — Топал
- 1945 — «Беда от нежного сердца» — Злотников
- 1945 — «Хозяйка гостиницы» — Фабрицио
- 1946 — «В тиши лесов» — Подколзин
- 1946 — «Новый сад» — Драгойло
- 1946 — «Навстречу жизни» — Иваненко
- 1946 — «Шутники» — Гольцев
- 1946 — «Ровно в полночь» — Фон Лауниц
- 1946 — «Золотой мальчик» — Фрэнк
- 1946 — «Фархад и Ширин» — Фархад
- 1947 — «Глубокие корни» — Бретт Чарльз
- 1948 — «С любовью не шутят» — Хуан
- 1949 — «Три сестры» — Тузенбах
- 1949 — «В одном купе» — Степанов
- 1949 — «Седьмая встреча» — Олег
- 1949 — «Туфелька Дин» — Чжао
- 1950 — «Две судьбы» — Курбатов
- 1950 — «Отцы и дети» — Аркадий Кирсанов
- 1950 — «Жених и папенька» — жених
- 1951 — «Семья Бугровых» — Хелл
- 1951 — «Грибоедов» — Шахназаров
- 1951 — «Юность вождя» — Давиташвили
- 1953 — «Бесприданница» — Вожеватов
- 1954 — «Крошка Доррит» — Артур
- 1954 — «Любовь Ани Берёзко» — Теряев
- 1955 — «Снежная королева» — Сказочник
- 1956 — «Чайка» — Треплёв
- 1956 — «Домик у моря» — молодой моряк
- 1957 — «Ученик дьявола» — Ричард Даджен
- 1957 — «Таинственный остров» — Сайрус Смит
- 1957 — «Женитьба Бальзаминова» — Бальзаминов
- 1958 — «Дни Турбиных» — Николай Турбин
- 2012 — «Вишнёвый сад» — Фирс

### Фильмография
- 1941 — Тарас Бульба — Андрий Бульба
- 1943 — Годы молодые — Федя
- 1944 — Однажды ночью — лейтенант Санников
- 1946 — В горах Югославии — адъютант Тито
- 1956 — Сорок первый — Андрей Чупилко
- 1956 — Без вести пропавший — Мирослав Дрозда
- 1957 — Конец Чирвы-Козыря — Антон Ромашка, середняк
- 1957 — Партизанская искра — Замурин
- 1957 — Правда — Иванов
- 1958 — Мальчики — Иван Лукич
- 1959 — Друзья-товарищи — Кушнир
- 1959 — Его поколение — Ларин
- 1963 — Мамочка и два трутня — Павлуша
- 1967 — Железный поток — Волосатов, командир полка
- 1968 — Жил человек
- 1968 — Служили два товарища — командующий армией
- 1968 — Интервенция — капрал Барбару
- 1969 — Засада — Архипов
- 1970 — О друзьях-товарищах — Олег Владимирович Тарасов, заговорщик
- 1971 — Бумбараш — Совков
- 1971 — Всего три недели
- 1971 — Звёздный цвет
- 1971 — Инспектор уголовного розыска — полковник милиции Трофименко
- 1971 — Поезд в далёкий август — командир батареи Зиновьев
- 1972 — Вера, надежда, любовь — промышленник Прохоров
- 1972 — На Севере, на Юге, на Востоке, на Западе — Курт Шерман
- 1972 — Доверие — Ведерников
- 1972 — Тайник у Красных камней — подполковник
- 1973 — Будни уголовного розыска — начальник колонии полковник Пётр Денисович
- 1973 — Высокое звание. Я — Шаповалов Т. П. — комиссар
- 1973 — Последний подвиг Камо — начальник военной академии Каретников
- 1973 — Вечный зов — секретарь обкома Филимонов
- 1974 — Единственная дорога (СССР, Югославия) — Цильке, генерал-фельдмаршал
- 1975 — Единственная… — Иван Гаврилович
- 1975 — Капитан Немо — Бунро, полковник колониальных войск Великобритании
- 1975 — Стрелы Робин Гуда — мельник, отец Марии
- 1975 — Вы Петьку не видели? — Николай Иванович
- 1976 — Волшебный круг — начальник тюрьмы
- 1976 — Два капитана — редактор газеты «Правда»
- 1976 — Самый красивый конь — руководитель секции конного спорта
- 1977 — Гарантирую жизнь — Олешко
- 1977 — Талант— парторг
- 1977 — Трясина — Илья Захарович, председатель колхоза
- 1978 — Я хочу вас видеть / Ich will euch sehen — Козловский
- 1979 — Выгодный контракт — директор института Витковский
- 1980 — Жизнь прекрасна (СССР, Италия) — комиссар полиции
- 1980 — Линия жизни — Алексей Алексеевич Хомяков
- 1980 — Жизнь моя — армия — начальник политотдела
- 1980 — Расследование — генерал милиции
- 1981 — Чёрный треугольник — Александр Сергеевич Рычалов, председатель Московской милиции
- 1981 — Ярослав Мудрый — воевода Путша
- 1982 — Баллада о доблестном рыцаре Айвенго — Эймер, аббат
- 1982 — Казнить не представляется возможным
- 1984 — Берег его жизни — журналист
- 1984 — Твоё мирное небо — Хохлов
- 1985 — Господин гимназист — солдат
- 1985 — Корабль пришельцев — Член Правительства
- 1985 — По зову сердца — майор, член комиссии
- 1985 — Право любить — Бережков
- 1985 — Чёрная стрела
- 1987 — Дни и годы Николая Батыгина — министр
- 1989 — Любовь с привилегиями — Председатель Совета министров СССР
- 1990 — Война на западном направлении — военврач
- 1996 — Ермак (Германия, Россия)
- 2001 — Сыщики — декан факультета
- 2007 — Элита страны Советов
- 2009 — Человек в кадре
- 2011 — Высоцкий. Вот и сбывается всё, что пророчится…
- 2014 — Подъёмная сила